# Chitoniscus feejeeanus
Chitoniscus feejeeanus is een insect uit de orde Phasmatodea en de  familie Phylliidae. De wetenschappelijke naam van deze soort is voor het eerst geldig gepubliceerd in 1864 door Westwood.